# Ewige Tabelle der Futsal-Bundesliga
Die Ewige Tabelle der Futsal-Bundesliga ist eine Rangliste aller Meisterschaftsrunden der Futsal-Bundesliga seit ihrer Gründung im Jahr 2021.
Die Tabelle umfasst mit der Saison 2022/23 die 10 Bundesligisten und drei Zweitligisten. Jüngste Neuzugänge sind OFC/Pars und der FC Liria Berlin, welche zur Spielzeit 2023/24 erstmals in die Bundesliga aufstiegen.

## Ewige Tabelle
Fettgedruckte Vereine spielen in der Saison 2024/25 in der Bundesliga. Die dritte Spalte gibt an, wie viele komplette Spielzeiten der Verein in der Bundesliga gespielt hat (+, wenn der Verein im Moment eine noch nicht abgeschlossene Saison in der ersten Liga spielt). Die Spalte BL-Titel gibt an, wie oft der betreffende Verein seit Einführung der Bundesliga Deutscher Futsal-Meister wurde. Die Spalte US steht für die längste ununterbrochene Bundesligazugehörigkeit in Jahren.
Bei Vereinen, die gleich viele Spielzeiten absolviert haben, kann die Anzahl der absolvierten Spiele unterschiedlich ausfallen, da sich das qualifizierte 1894 Berlin im ersten Jahre (Saison 2021/22) nach zwei Spieltagen vom Spielbetrieb abmeldete und die beiden bereits gespielten Spiele aus der Wertung genommen wurden. Somit standen anstelle der geplanten 18 Spieltage lediglich 16 Spiele auf dem Programm. Alle übrigen Spielzeiten umfassten 18 Partien je Verein.
Für die Tabelle werden lediglich Spiele der regulären Saison berücksichtigt. Spiele der Meisterschafts-Playoffs finden keine Berücksichtigung.
| Pl.                                                   | Verein                    | Jahre | Sp. | S  | U  | N  | T+  | T-  | Diff. | Punkte | Ø-Pkt. | BL- Titel | Auf | Ab | US    | Spielzeiten                 | Liga 2023/24                |
| ----------------------------------------------------- | ------------------------- | ----- | --- | -- | -- | -- | --- | --- | ----- | ------ | ------ | --------- | --- | -- | ----- | --------------------------- | --------------------------- |
| 1.                                                    | HOT 05 Futsal             | 4     | 70  | 55 | 6  | 9  | 244 | 125 | +119  | 171    | 2,44   | 0         | 0   | 0  | 3     | 2021–                       | Bundesliga                  |
| 2.                                                    | TSV Weilimdorf            | 4     | 70  | 51 | 7  | 12 | 385 | 201 | +184  | 160    | 2,29   | 1         | 0   | 0  | 3     | 2021–                       | Bundesliga                  |
| 4.                                                    | Stuttgarter Futsal Club   | 3     | 52  | 31 | 3  | 18 | 230 | 198 | +32   | 96     | 1,85   | 1         | 0   | 0  | 3     | 2021–2024                   | Bundesliga                  |
| 3.                                                    | HSV-Futsal                | 4     | 70  | 40 | 7  | 23 | 323 | 174 | +149  | 127    | 1,81   | 0         | 0   | 0  | 3     | 2021–                       | Bundesliga                  |
| 5.                                                    | MCH Futsal Club Bielefeld | 4     | 70  | 27 | 10 | 33 | 255 | 288 | −33   | 91     | 1,3    | 0         | 0   | 0  | 3     | 2021–                       | Bundesliga                  |
| 6.                                                    | Jahn Regensburg Futsal    | 3     | 54  | 28 | 9  | 17 | 197 | 167 | +30   | 93     | 1,72   | 1         | 1   | 0  | 2     | 2022–                       | Bundesliga                  |
| 7.                                                    | Fortuna Düsseldorf        | 4     | 70  | 18 | 12 | 40 | 207 | 279 | −72   | 66     | 0,94   | 0         | 0   | 0  | 3     | 2021–                       | Bundesliga                  |
| 8.                                                    | FC Liria Berlin           | 2     | 52  | 14 | 7  | 31 | 172 | 266 | −94   | 49     | 0,94   | 0         | 1   | 0  | 1     | 2023-                       | Futsal-Regionalliga Nordost |
| 9.                                                    | Wakka Eagles Futsal       | 2     | 18  | 6  | 1  | 11 | 57  | 92  | −35   | 19     | 1,06   | 0         | 0   | 1  | 2     | 2021–2023                   | Futsal-Regionalliga Nord    |
| 10.                                                   | OFC/Pars                  | 2     | 36  | 10 | 5  | 21 | 121 | 174 | −53   | 35     | 0,97   | 0         | 1   | 0  | 1     | 2021–2023                   | Futsal-Regionalliga Süd     |
| 11.                                                   | FC St. Pauli              | 2     | 36  | 7  | 1  | 28 | 92  | 226 | −134  | 22     | 0,61   | 0         | 1   | 1  | 2     | 2021/22                     | Bundesliga                  |
| 12.                                                   | FC Penzberg               | 2     | 34  | 4  | 3  | 27 | 108 | 230 | −122  | 15     | 0,44   | 0         | 0   | 1  | 2     | 2023–                       | Regionalliga Süd            |
| 13.                                                   | TSG 1846 Mainz            | 1     | 16  | 1  | 2  | 13 | 24  | 73  | −49   | 5      | 0,31   | 0         | 0   | 1  | 1     | 2023–                       | Futsal-Regionalliga Südwest |
| 14..                                                  | Futsal Panthers Köln      | 1     | 18  | 3  | 3  | 12 | 50  | 75  | −25   | 12     | 0,67   | 0         | 1   | 1  | 2023– | Futsal-Regionalliga Südwest |                             |
| Stand: 16. April 2024 (Nach dem 18. Spieltag 2023/24) |                           |       |     |    |    |    |     |     |       |        |        |           |     |    |       |                             |                             |

| Spaltenname  | Bedeutung |
| ------------ | --- |
| Pl.          | Platzierung in der ewigen Tabelle                                                                                               |
| Verein       | Name des Vereins |
| Jahre        | Gesamtjahre der Zugehörigkeit zur Bundesliga (+ steht für die aktuelle Saison)                                                  |
| Sp.          | Anzahl der Spiele in der Bundesliga                                                                                             |
| S            | Anzahl der Siege in der Bundesliga                                                                                              |
| U            | Anzahl der Unentschieden in der Bundesliga                                                                                      |
| N            | Anzahl der Niederlagen in der Bundesliga                                                                                        |
| T+           | Anzahl der geschossenen Tore in der Bundesliga                                                                                  |
| T-           | Anzahl der gegnerischen Tore in der Bundesliga                                                                                  |
| Diff.        | Tordifferenz |
| Punkte       | Gesamtzahl der Punkte (alle Spiele gem. 3-Punkte-Regel gewertet)                                                                |
| Ø-Pkt.       | Durchschnittliche Punktzahl pro Spiel                                                                                           |
| BL-Titel     | Anzahl der Meistertitel in der Bundesliga                                                                                       |
| Auf          | Anzahl der Aufstiege in die Bundesliga                                                                                          |
| Ab           | Anzahl der Abstiege aus der Bundesliga                                                                                          |
| US           | Längste ununterbrochene Anzahl von Spielzeiten in der Bundesliga (+ bedeutet, dass dies in der aktuellen Saison ausgebaut wird) |
| Spielzeiten  | Anzahl der Spielzeiten in der Bundesliga                                                                                        |
| Liga 2022/23 | Ligazugehörigkeit in der angegebenen aktuellen Saison                                                                           |